# Синдром Кесслера
Синдром (эффект) Кесслера — теоретическое развитие событий на околоземной орбите, когда космический мусор, появившийся в результате многочисленных запусков искусственных спутников, приводит к полной непригодности ближнего космоса для практического использования. Впервые такой сценарий детально описал консультант НАСА Дональд Кесслер в 1978 году.

## Появление и исчезновение космического мусора

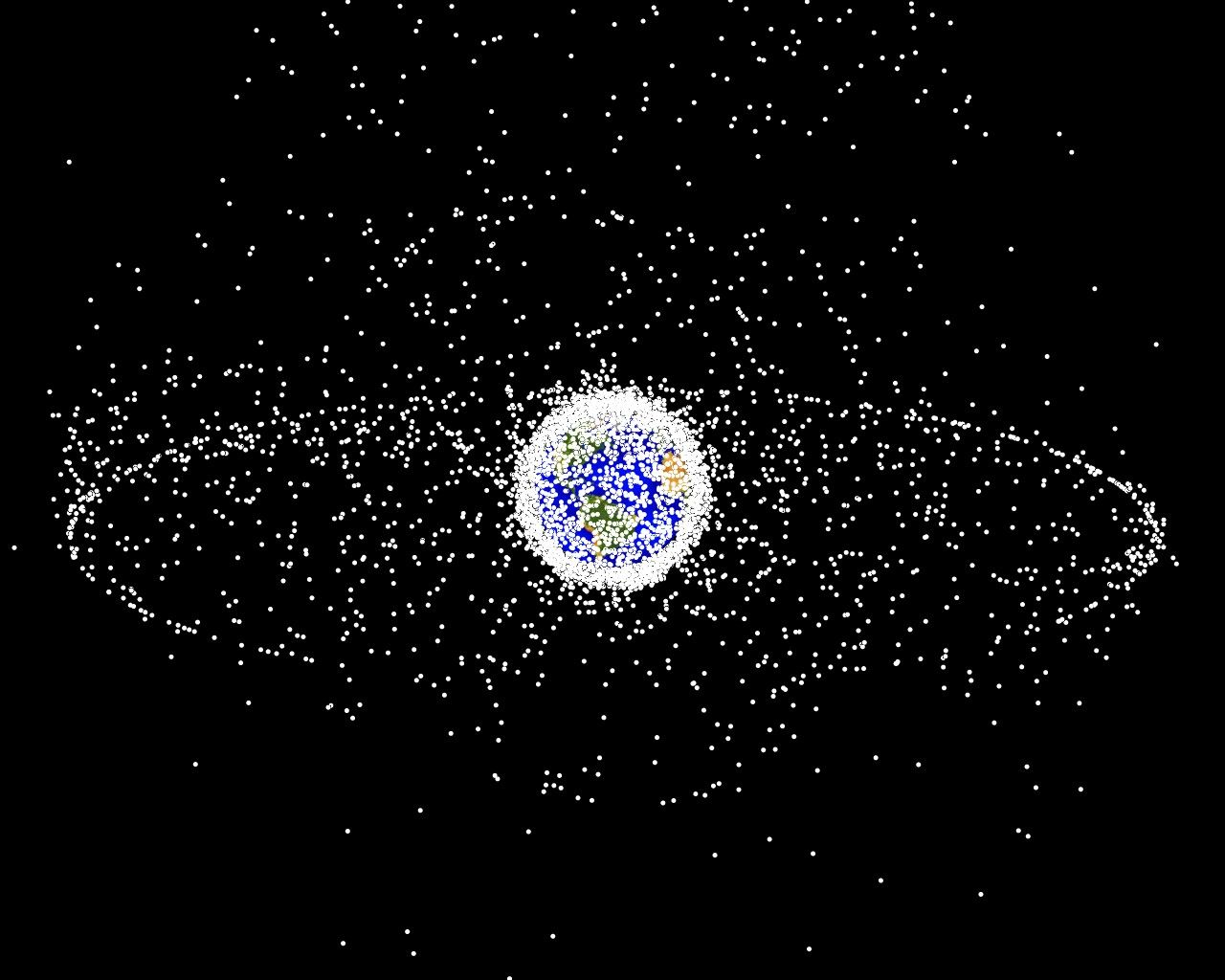
Иллюстрация NASA, изображающая известный на 2005 год космический мусор.

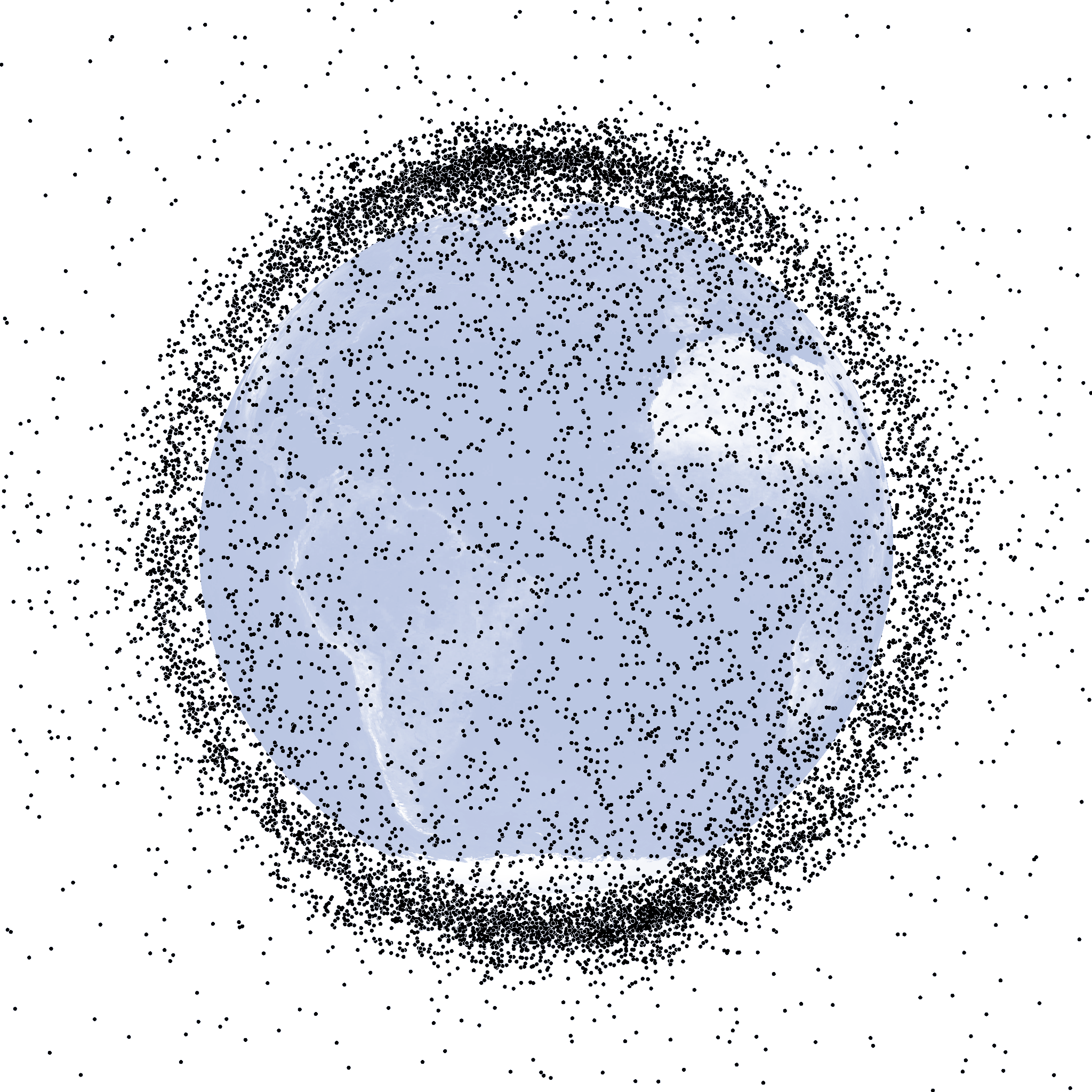
Околоземный космический мусор, известный на 2009 год.

Каждый спутник, космический зонд или пилотируемая миссия может стать источником космического мусора. По мере роста количества спутников на орбите и устаревания существующих риск лавинообразного развития синдрома Кесслера всё возрастает.
К счастью, взаимодействие с атмосферой на низких околоземных орбитах, которые используются чаще всего, постепенно уменьшает количество мусора. Столкновения летательных аппаратов с мусором на меньших высотах также не столь опасны, поскольку при этом любые тела теряют скорость, а с ней — и свою кинетическую энергию, а затем, как правило, сгорают в плотных слоях атмосферы.
На высотах, где нагрев в результате торможения об атмосферу незначителен (от 700 до 1000 километров), время жизни космического мусора значительно возрастает. Слабое влияние атмосферы, солнечного ветра и притяжения Луны могут постепенно привести к снижению его орбиты, но на это может потребоваться не одна тысяча лет.
По моделям NASA, на низкой околоземной орбите (высота 200—2000 км) уже с 2007 года было достаточно крупного мусора и спутников для начала синдрома. Согласно расчётам, в среднем каждые пять лет будут происходить крупные столкновения, даже при условии полного прекращения космических запусков, а количество мусора будет расти.
В феврале 2009 года произошло первое в истории столкновение спутников: российский военный спутник связи Космос-2251 столкнулся с американским спутником связи Iridium 33.
В марте 2021 года произошло второе столкновение спутников: китайский метеоспутник «Yunhai 1-02» столкнулся с обломком российской ракеты-носителя «Зенит-2», запускавшей разведывательный спутник «Целина-2» в 1996 году.
15 ноября 2021 года Россия испытала противоспутниковое оружие, сбив недействующий спутник «Целина-Д». Это породило 1,5 тысячи относительно крупных (поддающихся отслеживанию) обломков и сотни тысяч более мелких. Орбиты части обломков пересекают орбиту МКС. Космонавты и астронавты вынуждены были срочно эвакуироваться на борт космических кораблей для возможной экстренной отстыковки и возвращения на Землю. МКС удалось избежать столкновения с мусором, однако обломки могут оставаться на орбите годами и, возможно, десятилетиями.

## Серьёзность

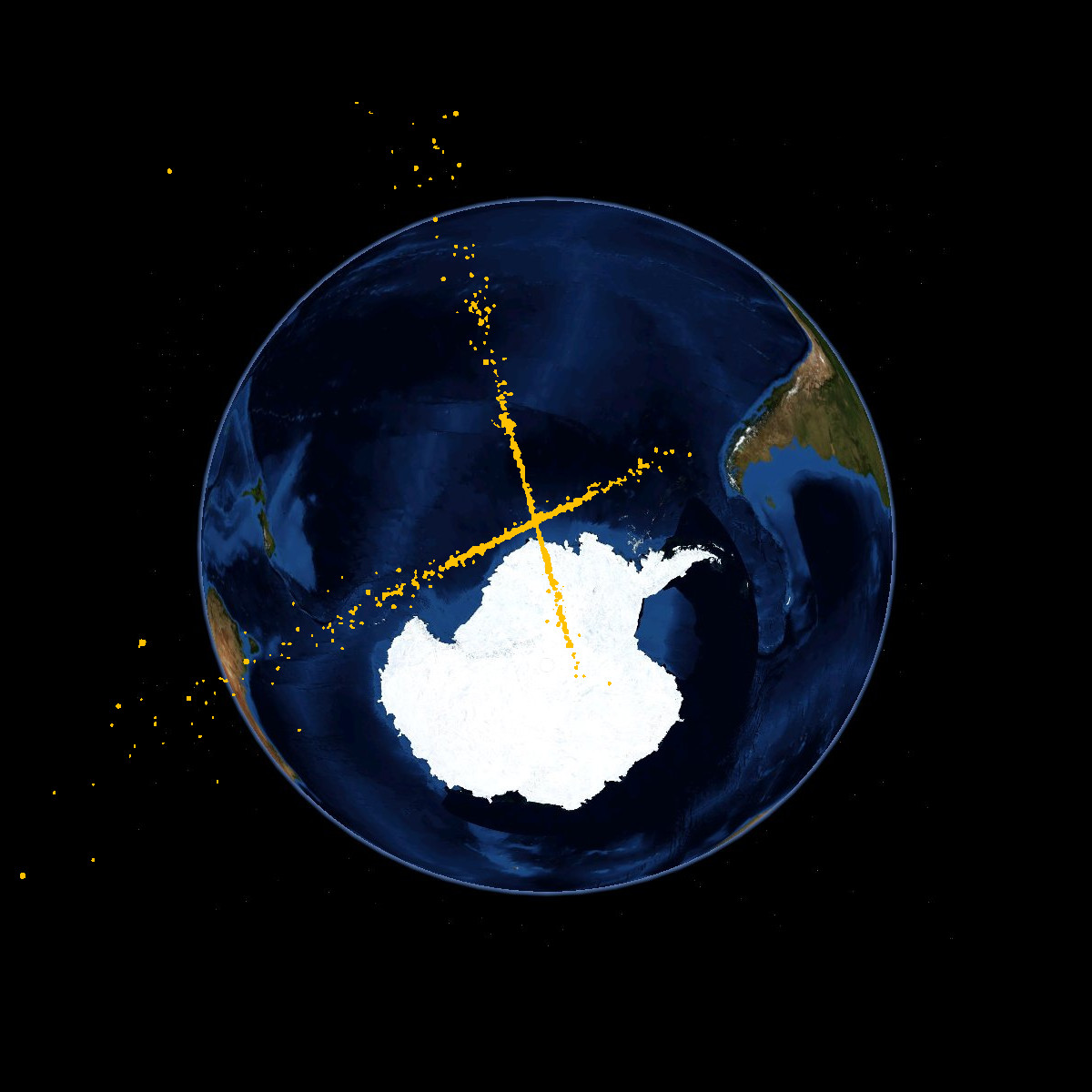
Космический мусор, появившийся через 50 минут после столкновения спутников в 2009 году.

Коварство синдрома Кесслера заключается в «эффекте домино». Столкновение двух достаточно крупных объектов приведёт к появлению большого количества новых осколков. Каждый из этих осколков способен в свою очередь столкнуться с другим мусором, что вызовет «цепную реакцию» рождения всё новых обломков. При достаточно большом количестве столкновений или взрыве (например, при столкновении между старым спутником и космической станцией или в результате враждебных действий) количество лавинообразно возникших новых осколков может сделать околоземное пространство совершенно непригодным для полетов.

## Предложения по сокращению замусоренности космоса
Предлагается уже на этапе проектирования спутников и верхних ступеней ракет предусматривать средства их удаления с орбиты — торможения до скорости входа в плотные слои атмосферы, где они сгорят, не оставляя опасных крупных частей, либо перевод на «орбиты захоронения».
Также разрабатываются экспериментальные методы для изменения орбит элементов космического мусора, например, с помощью мощного наземного лазера непрерывного действия или лазеров космического базирования.

## В культуре
- «Гравитация» — художественный фильм, изображающий столкновения станций и космического мусора
- «Planetes» — манга и сериал о сборщиках космического мусора